# Wieland Schmidt (Handballspieler)
Wieland Schmidt (* 23. Dezember 1953 in Magdeburg-Ottersleben) ist ein deutscher Handballtrainer und ehemaliger Handballspieler. In den 1970er und 1980er Jahren galt er als einer der besten Handballtorhüter weltweit.

## Karriere

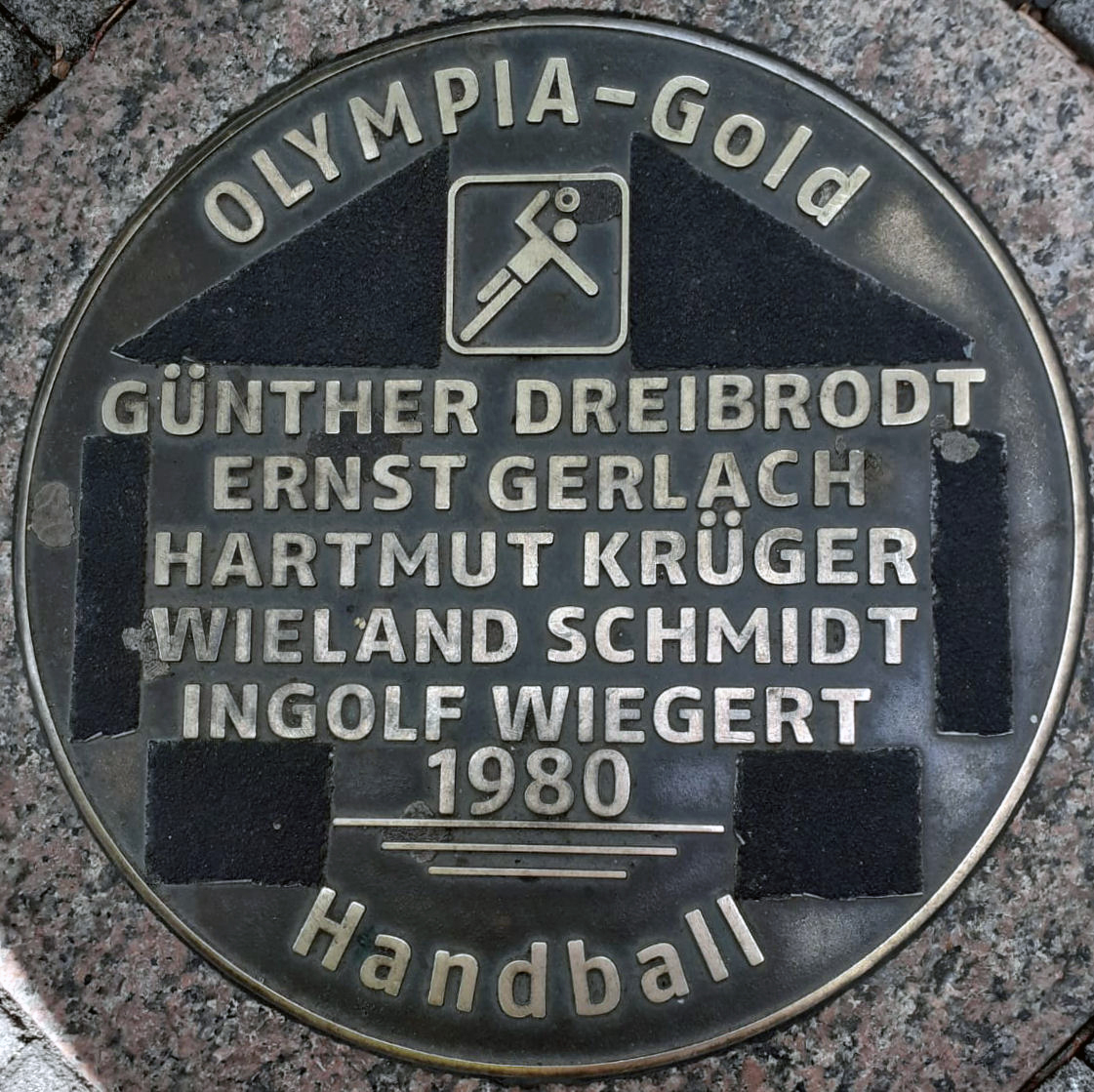
Sports Walk of Fame in Magdeburg

Er bestritt 276 Länderspiele für die DDR. Im Verein spielte er für den SC Magdeburg, mit dem er von 1974 bis 1989 kein einziges Heimspiel in der Hermann-Gieseler-Halle verlor. Sowohl in der DDR-Nationalmannschaft als auch beim SC Magdeburg trug er die Trikotnummer 12. 1980 wurde er mit dem Vaterländischen Verdienstorden in Silber und 1984 in Gold ausgezeichnet.
1980, 1981 und 1988 wurde er zum Handballer des Jahres gewählt.
Mitte Dezember 1989 wechselte er zum bundesdeutschen Zweitligisten Hameln.
Ab der Saison 2010/11 war Schmidt als Co-Trainer beim SC DHfK Leipzig tätig. 2012 wechselte er als Torwarttrainer zum Frauen-Handballbundesligisten HC Leipzig. Später wurde er Co-Trainer und war ab der Beurlaubung von Thomas Ørneborg im Januar 2014 gemeinsam mit Max Berthold bis zum Saisonende 2013/14 gleichberechtigter Cheftrainer des HCL. Seit dem Juli 2014 ist er wieder als Torwarttrainer beim HCL tätig. Im September 2021 übernahm er zusätzlich das Torwarttraineramt beim Männer-Zweitligisten ThSV Eisenach.

## Sonstiges
Schmidt ist verheiratet und hat zwei Söhne. Der gelernte Kommunikationswirt arbeitet im Bereich Regionales Marketing bei einer Bank in Magdeburg. Er veröffentlichte im Februar 2005 zusammen mit Henning Fritz ein Buch mit dem Titel „Halten und Siegen“.
Er wohnt seit langem in Leipzig.

## Erfolge
- 1980 Olympiasieger in Moskau
- 1974 2. Platz bei der Weltmeisterschaft in der DDR
- 1978 3. Platz bei der Weltmeisterschaft in Dänemark
- 1986 3. Platz bei der Weltmeisterschaft in der Schweiz
- 1982 6. Platz  bei der Weltmeisterschaft in der Bundesrepublik Deutschland
- 1984 1. Platz bei den „Spielen der Freundschaft“ – Magdeburg („Ersatzolympiade“)
- 1988 7. Platz bei den Olympischen Spielen in Seoul
- 1978 Sieger Europapokal der Landesmeister
- 1981 Sieger Europapokal der Landesmeister
- 1981 Supercup-Gewinner
- 8 × DDR-Meister
- 2 × DDR-Pokalsieger
- 2 × Mannschaft des Jahres in der DDR
- 3 × DDR-Handballer des Jahres

## Filmdokumentation
- Mitwirkung in: Fallwurf Böhme – Die wundersamen Wege eines Linkshänders von Heinz Brinkmann, Erzähler: Wolfgang Winkler, 90 Minuten, DVD, Basis-Film Verleih GmbH, Berlin, Vertrieb: KNM Home Entertainment GmbH 2016